# Операция «Апиранс»
Операция «Апиранс» (англ. Operation Appearance) — высадка 16 марта 1941 года британского десанта в Бербере с целью возвращения под британский контроль протектората Сомалиленд.
В августе 1940 года произошло итальянское завоевание Британского Сомалиленда. Британское командование решило провести десантную операцию, чтобы вернуть под свой контроль утраченную территорию. В Адене стали сосредотачивать войска, перебрасываемые из Индии. Британский Дальневосточный флот предоставил Отряд «Д» (Force D), состоящий из двух крейсеров, двух эсминцев и транспортных средств. Чтобы обмануть итальянцев относительно британских намерений, была спланирована дезинформационная операция «Камилла», чтобы убедить итальянцев в том, что переброска войск было частью плана вторжения из Кении, с юга.
Непосредственная подготовка началась в январе 1941 года; корабли были переоборудованы для перевозки войск. ВВС совершили разведывательные вылеты, чтобы найти подходящие точки высадки, обнаружить итальянскую оборону и найти потенциальные площадки для посадки своих самолётов. Силы вторжения должны были высадиться на берегу между рифами к востоку и западу от Берберы, создать плацдарм, а затем снова занять протекторат. За три ночи до высадки ВВС бомбили большую итальянскую базу в Дыре-Дауа в Эфиопии.
14 марта первый эшелон вышел из Адена в 22:45, второй эшелон отплыл через час. Корабли шли к берегу Сомалиленда, ведя на буксире высадочные средства (лихтеры). Предвидя британскую высадку, Амадей Савойский, итальянский командующий в Восточной Африке, приказал эвакуировать протекторат, и 14 марта итальянские войска начали выводиться с территории.
16 марта, около 5:00, отряд «Д» и Аденский ударный отряд совершили высадку на берег в Бербере, взяв порт к 10:00. Итальянский гарнизон, оказав лишь слабое сопротивление, поспешно отступил обратно в Эфиопию, а местные войска массово дезертировали. Десант потерял только одного солдата убитым и офицера раненым. Ко времени падения Берберы прибыли корабли второго эшелона. За несколько дней Бербера была подготовлена для приема войск и припасов для операций против итальянцев в Эфиопии, сократив расстояние снабжения до фронта боевых действий на 500 миль (805 км). В протекторате была организована британская военная администрация, были восстановлены местная полиция и Верблюжий корпус Сомалиленда, было разоружено гражданское население. 20 марта Аденский ударный отряд соединился с британскими войсками, наступавшими с юга, со стороны Могадишо.